# Roger Rees
Roger Rees, född 5 maj 1944 i Aberystwyth, Wales, död 10 juli 2015 i New York, USA, var en brittisk skådespelare.
Rees slog igenom som teaterskådespelare 1982 i The Life and Adventures of Nicholas Nickleby i en uppsättning av Royal Shakespeare Company, en rolltolkning han vann flera priser för och som filmatiserades. Han medverkade även i en mängd filmer, däribland; Robin Hood – karlar i trikåer, Frida och Prestige samt i TV-serier som  Vita huset, Grey's Anatomy och The Good Wife.

## Filmografi i urval
- 1982 - Nicholas Nickleby
- 1983 - Star 80 - Aram Nicholas
- 1984 - En julsaga - Fred Hollywell
- 1987 - God's Outlaw: The Story of William Tyndale - William Tyndale
- 1988–1991 - Singles (TV-serie)
- 1989–1993 - Skål (TV-serie)
- 1991 - If Looks Could Kill – Teen Agent - Augustus Steranko
- 1992 - Stop! Or My Mom Will Shoot - J. Parnell
- 1993 - Robin Hood – karlar i trikåer - Sheriffen av Rottingham
- 1994 - Mitt så kallade liv (TV-serie)
- 1994–1995 - M.A.N.T.I.S. (TV-serie)
- 1996 - Titanic - J. Bruce Ismay
- 1997 - Trouble on the Corner - McMurtry
- 1999 - En midsommarnattsdröm - Peter Quince
- 2000 - The Crossing - Hugh Mercer
- 2000 - BlackMale - Bill Fontaine
- 2000–2005 - Vita huset - Lord John Marbury
- 2002 - Frida - Guillermo Kahlo
- 2002 - The Scorpion King - King Pheron
- 2002 - Return to Never Land - Edward
- 2004 - Going Under - Peter
- 2004 - Crazy Like a Fox - Nat Banks
- 2006 - Rosa pantern - Larocque
- 2006 - The Prestige - Owens
- 2007 - Grey's Anatomy (TV-serie)
- 2009 - Law & Order: Criminal Intent (TV-serie)
- 2009 - Warehouse 13 (avsnitten "Implosion", "Breakdown", "Nevermore" & "MacPherson")